# جارا جاراييف
جارا جاراييف (12 أكتوبر 1992 بفضولي في أذربيجان - ) هو شاعر ولاعب كرة قدم أذربيجاني في مركز الدفاع. شارك مع منتخب أذربيجان تحت 17 سنة لكرة القدم ومنتخب أذربيجان تحت 19 سنة لكرة القدم ومنتخب أذربيجان تحت 21 سنة لكرة القدم ومنتخب أذربيجان لكرة القدم. أما مع النوادي، فقد لعب مع نادي قره باغ.

## روابط خارجية
- جارا جاراييف على موقع الاتحاد الأوربي (الإنجليزية)
- جارا جاراييف على موقع قاعدة بيانات كرة القدم.إي يو (الإنجليزية)
- جارا جاراييف على موقع ناشيونال فوتبول تيمز (الإنجليزية)
- جارا جاراييف على موقع Soccerway.com (الإنجليزية)
- جارا جاراييف على موقع AS.com (الإسبانية)